# Der treue Husar (Film)
Der treue Husar ist ein deutsches Filmlustspiel aus dem Jahre 1954 von Rudolf Schündler mit Paul Hörbiger, Loni Heuser, Doris Kirchner und Harry Meyen in den Hauptrollen.

## Handlung
„Der treue Husar“ ist der Name des Männergesangvereins, bei dem der Sportartikelhändler Eberhard Wacker Mitglied ist. Dort gilt er als ziemlicher Pantoffelheld. Dieser Ruf stört den braven Ehemann ziemlich, und um das Gegenteil zu beweisen, verabredet er sich mit seinen Freunden zur Faschingszeit im Lokal „Resi“, wo sie „richtig einen draufmachen“ wollen. Die daheim gebliebenen Frauen dürfen natürlich nichts davon wissen, zumal Wackers Gattin Ernestine reichlich Haare auf den Zähnen hat. 
Auch die nächste Generation sorgt für Verwirrung in dieser Geschichte, denn Eberhards Sohn Fred bekommt Besuch von seiner Freundin Anita, der Tochter des Fabrikanten Otto Kersten. Sie ist in Begleitung von ihrer Freundin Uschi Wagner. Die beiden attraktiven jungen Damen verdrehen Fred wechselseitig den Kopf, und dieser verliebt sich prompt in die Falsche, in die nicht für ihn Vorgesehene. Dafür bändelt nun sein Kumpel mit Freds Zukünftiger an. Bald gewinnt das allgemeine Durcheinander an Fahrt als die Gattinnen der Faschingsfreunde von deren geplanten „Resi“-Besuch erfahren und Gegenmaßnahmen ersinnen.

## Produktionsnotizen
Der treue Husar entstand zum Jahresbeginn in Berlin. Die Uraufführung erfolgte am 17. April 1954 in Düsseldorf, die Berliner Premiere erfolgte am 14. Mai desselben Jahres.
Produzent Friedrich Wilhelm Gaik und Erich Holder übernahmen die Produktionsleitung. Willi A. Herrmann, Heinrich Weidemann und Peter Schlewski gestalteten die Filmbauten. Es spielt die Kapelle Egon Kaiser.

## Kritik
Im Lexikon des Internationalen Films heißt es: „Eine stumpfsinnige Lustspielalbernheit, senil und lüstern.“